# Pyramiden des Mansfelder Landes
Als Pyramiden des Mansfelder Landes werden –  wegen ihrer Spitzkegelform – 4 weithin sichtbare Halden des Kupferschieferbergbaus im Mansfelder Land bei Eisleben bezeichnet. Die Halde Hohe Linde wird, obwohl strenggenommen knapp außerhalb des Mansfelder Landes liegend, hinzugezählt.

## Entstehung
Bis zum Ende der 1960er Jahre wurde im Mansfelder Land seit über 800 Jahren Kupferschiefer unter Tage abgebaut und zu Kupfer verhüttet. Zu Beginn des 20. Jahrhunderts wurden dazu in der Mitte der Mansfelder Mulde große Zentralschächte angelegt. Das taube Gestein wurde, im Gegensatz zu den Spitzkegelhalden bei Sangerhausen, ursprünglich zu Flachhalden aufgeschüttet, auf denen dann ab 1941 die gewaltigen Spitzkegelhalden entstanden.

## Größe und Lage
Die mit 153 Metern höchste „Pyramide“ befindet sich in der Nähe von Lutherstadt Eisleben bei Volkstedt. Sie entstand am ehemaligen Wolf- bzw. Fortschrittschacht I. Ihr Kegelvolumen beträgt 8,5 Mio. Kubikmeter. Zwei weitere befinden sich bei Augsdorf (ehemaliger Paul- bzw. Otto-Brosowski-Schacht) und Hübitz (ehemaliger Ernst-Thälmann-Schacht). 1994 haben junge Leute auf der Spitze der letzteren Pyramide ein Gipfelkreuz errichtet. Die sog. Pyramiden sind die höchsten Erhebungen des Mansfelder Landes außerhalb des Harzgebirges. Die drei Halden liegen unweit der Bundesstraße 180 zwischen Lutherstadt Eisleben und Hettstedt, rund 40 Kilometer westlich von Halle (Saale).

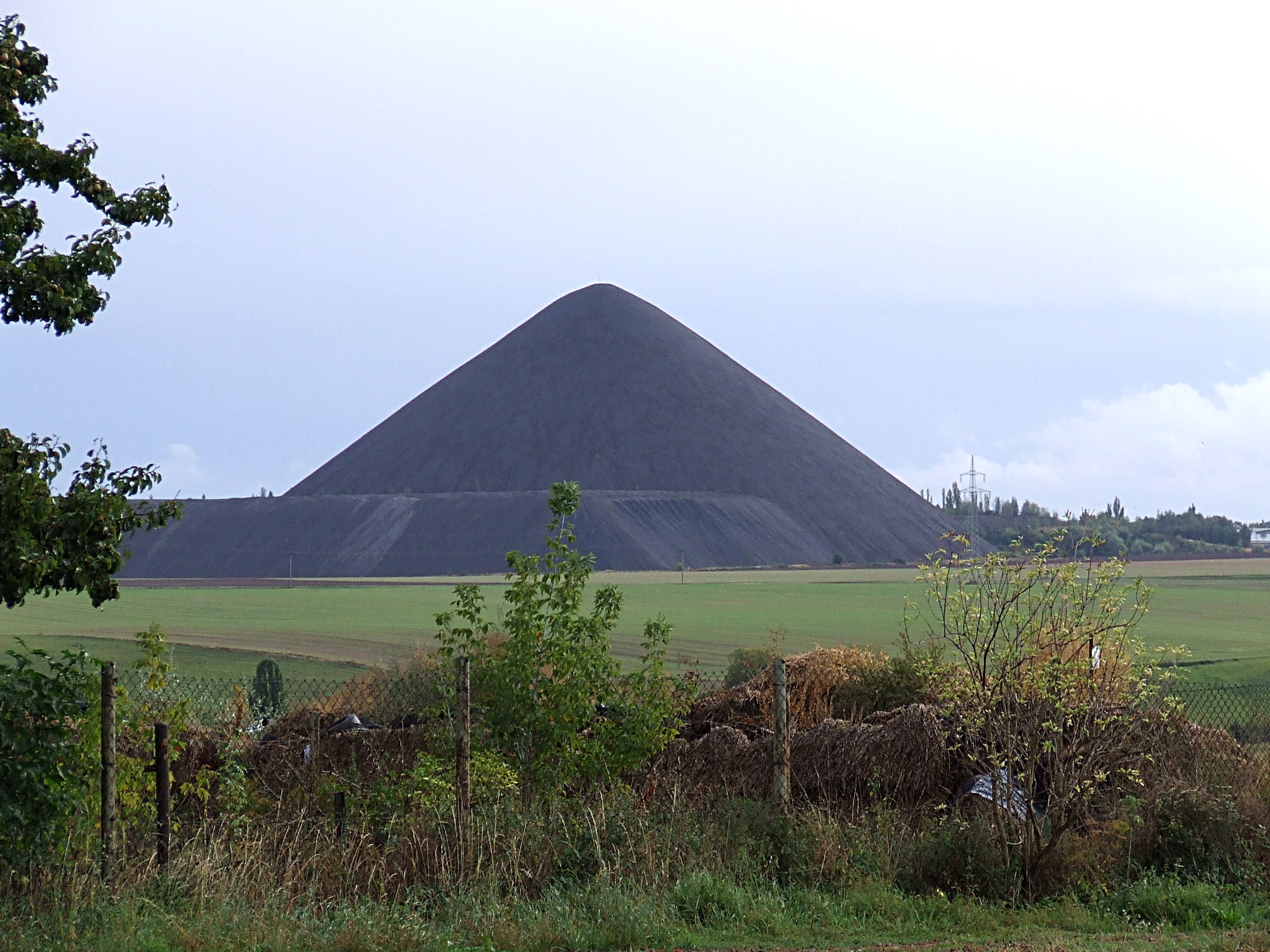
Halde des Thälmannschachtes bei Hübitz von Westen
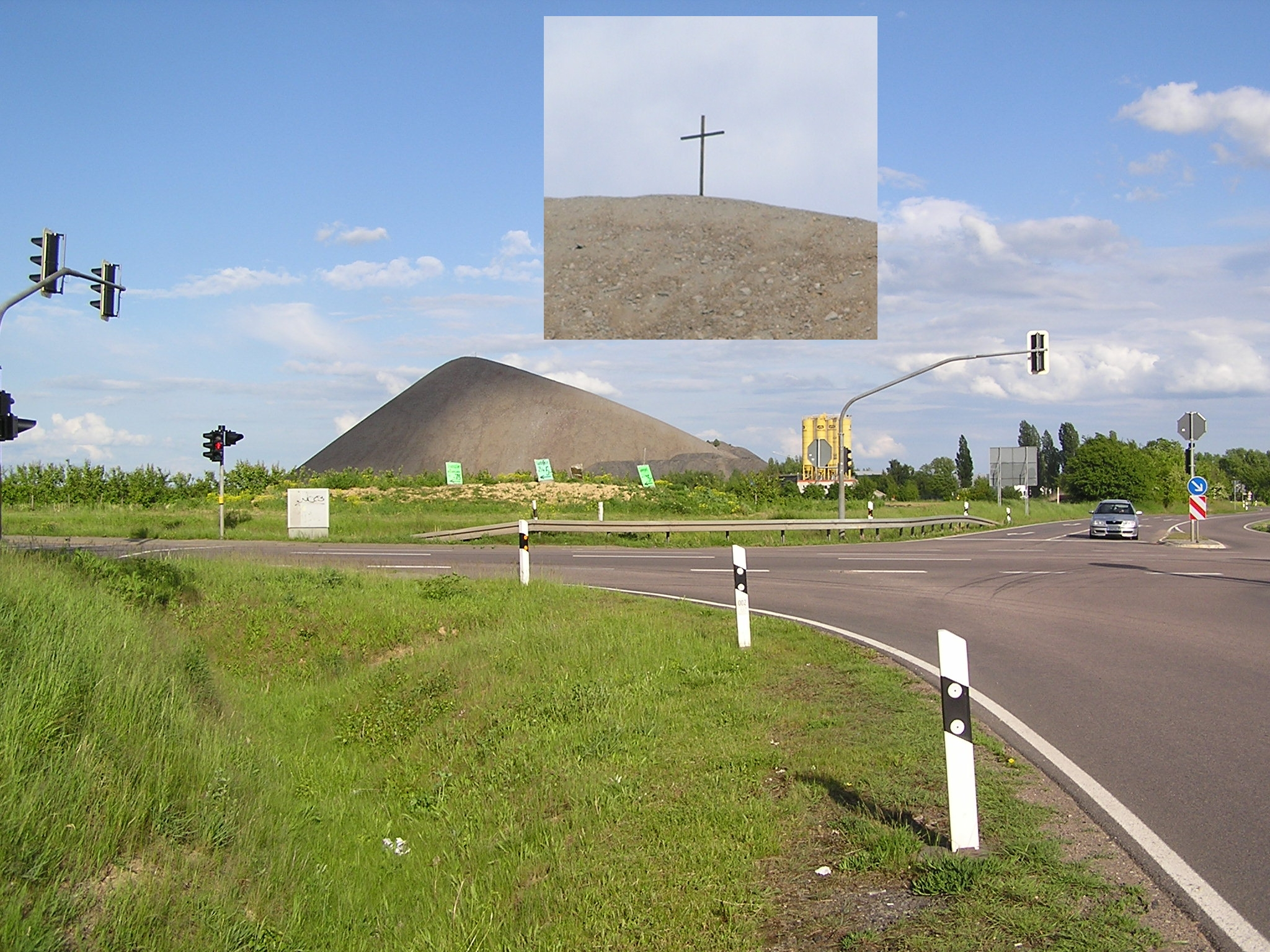
Gipfelkreuz auf der Thälmannschachthalde
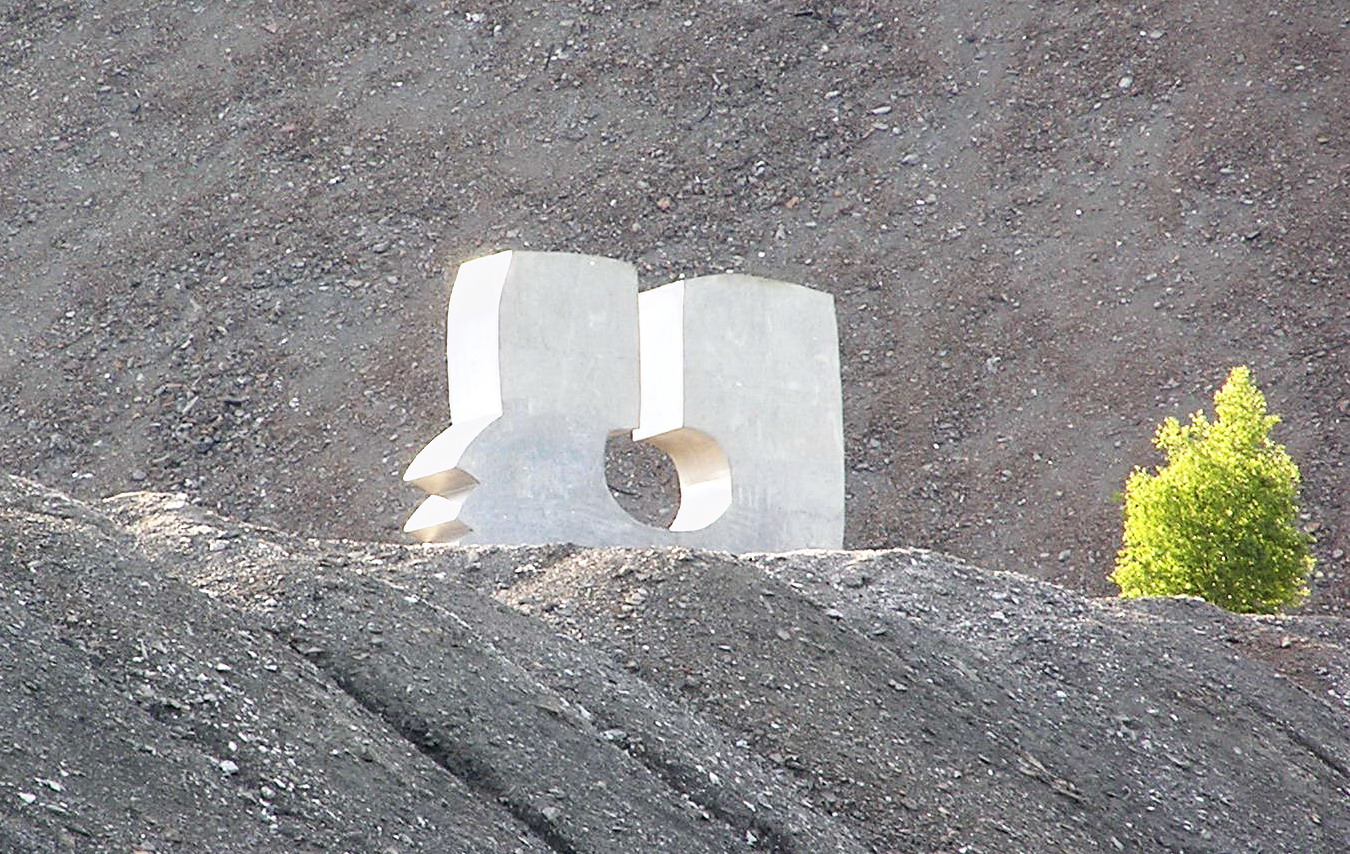
„Landschaftsauge“, Kunstwerk von Rosemarie Ulrich – auf halber Höhe der Thälmannschachthalde
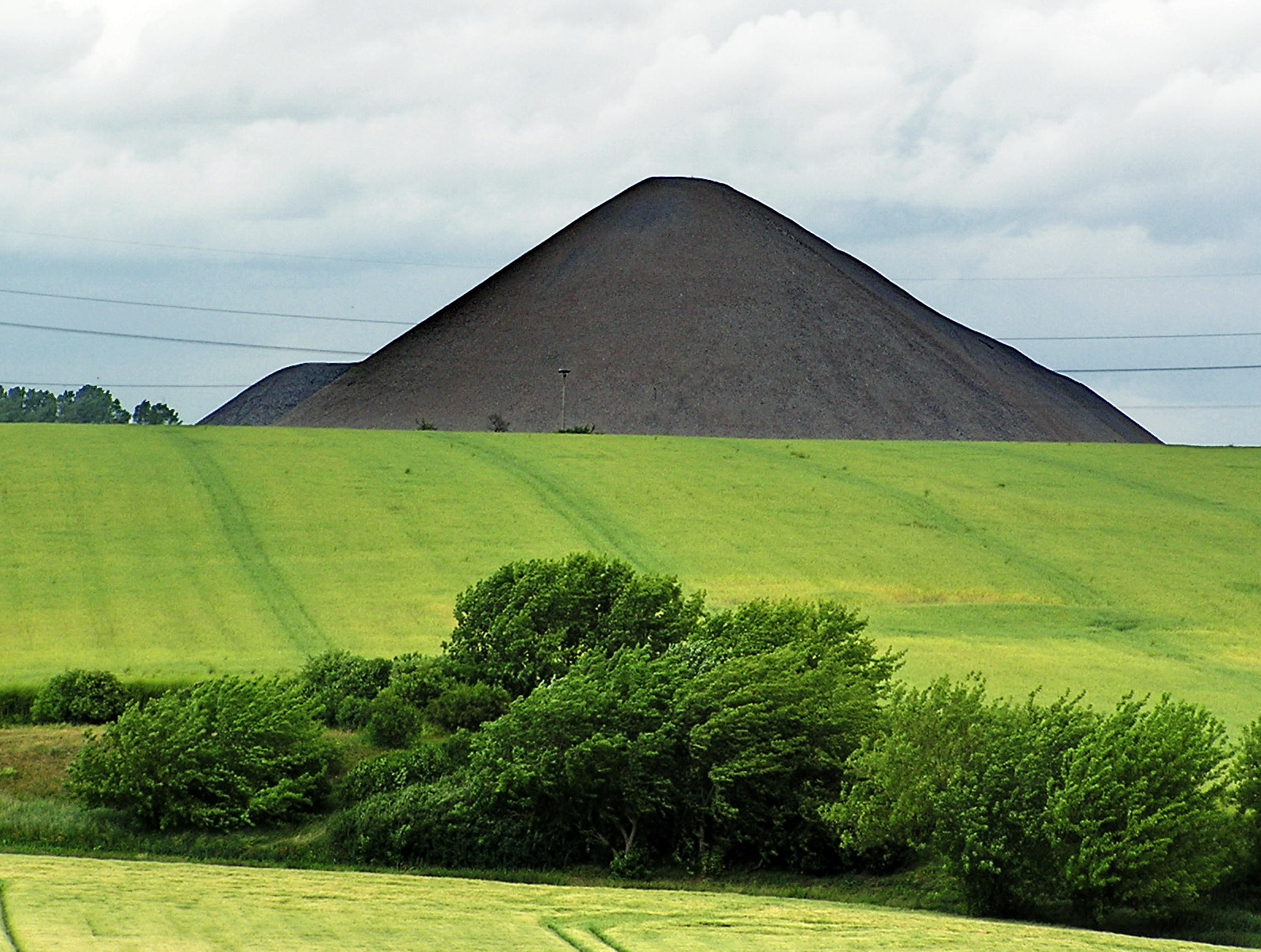
Halde des Brosowskischachtes bei Augsdorf
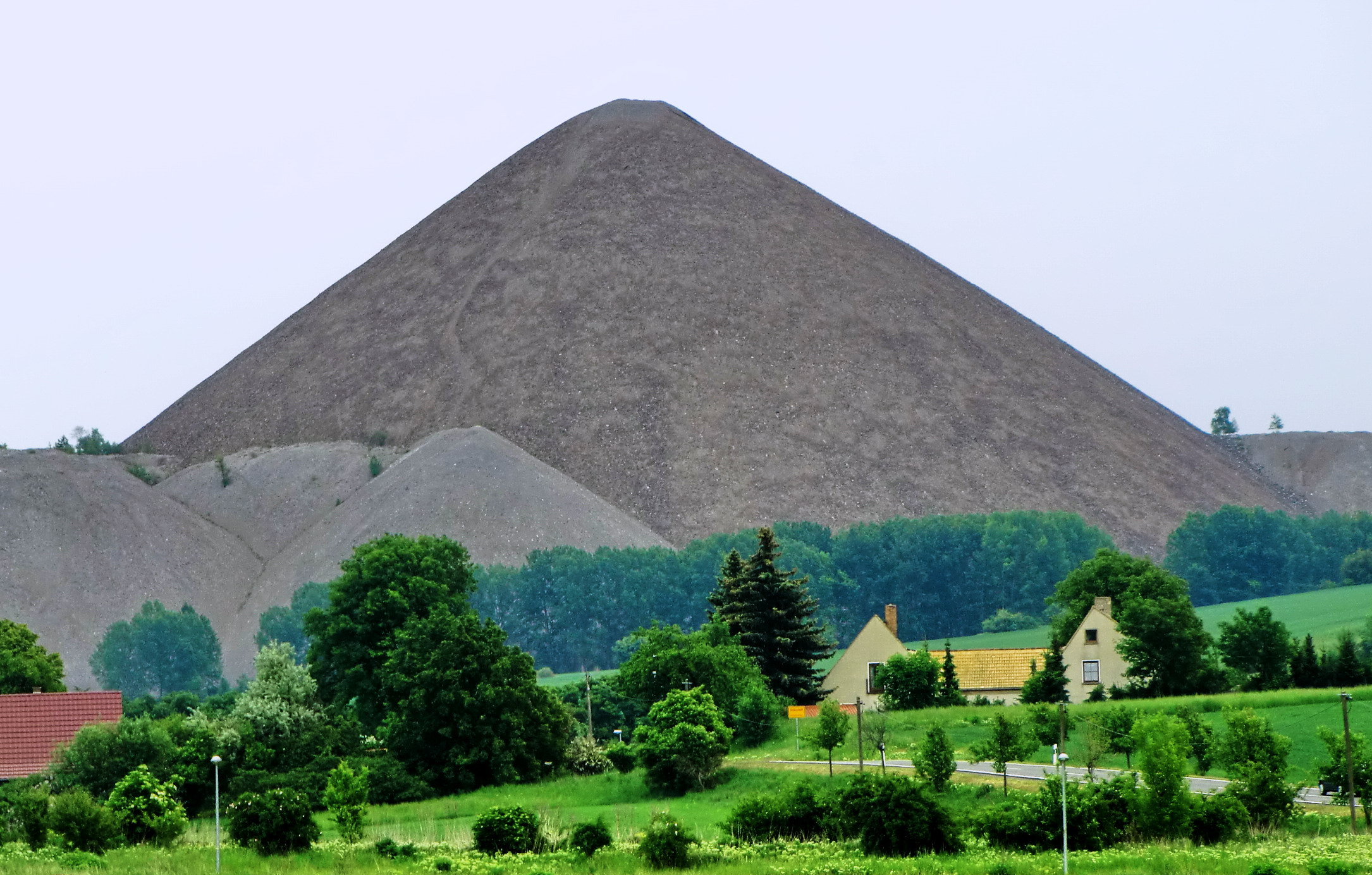
Fortschrittschachthalde bei Volkstedt